# Hormoonzalfafhankelijkheid

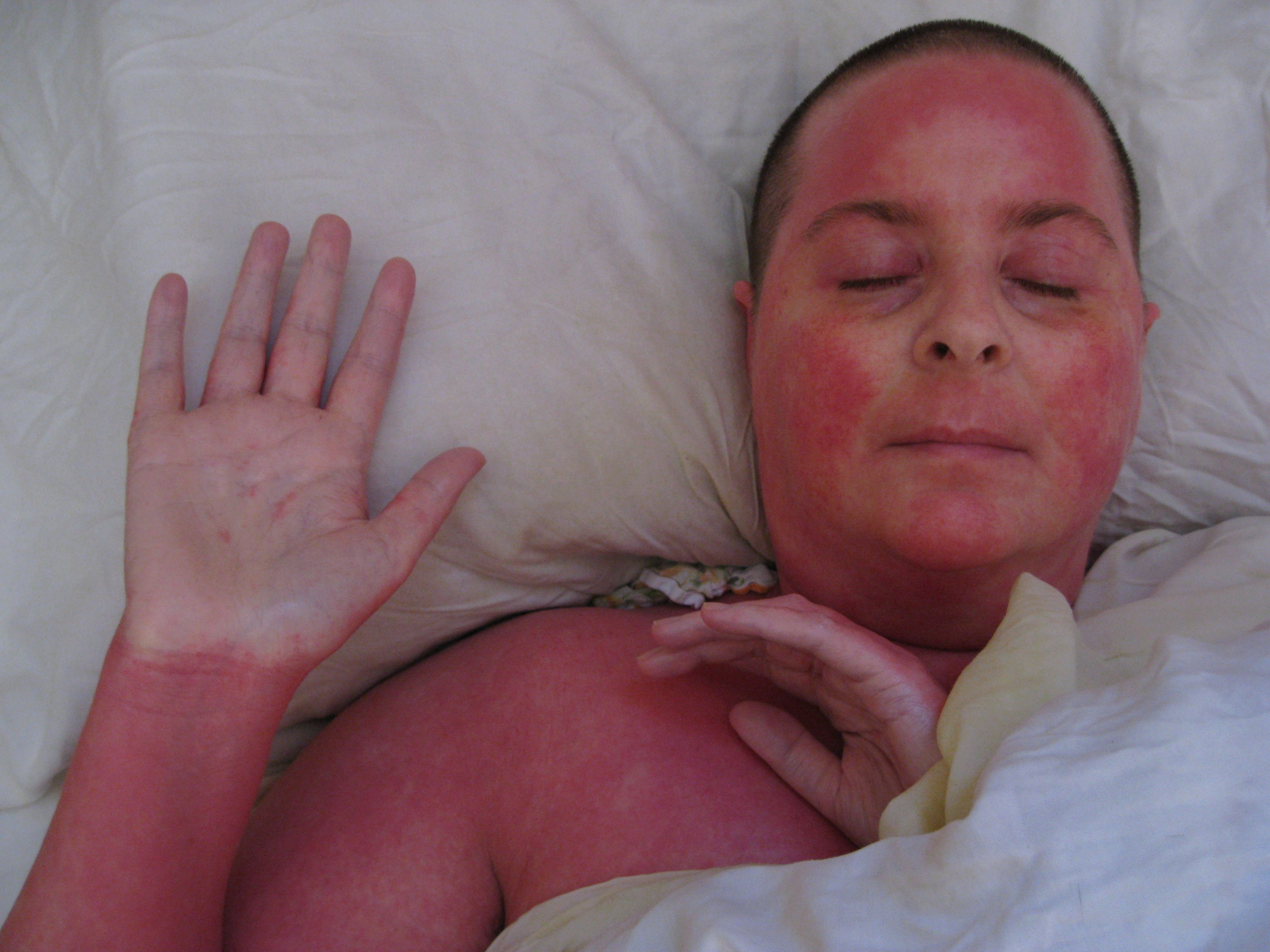
Een rode en brandende huid ten gevolge van het stoppen met het gebruik van dermatocorticosteroïden.

Hormoonzalfafhankelijkheid, ook gekend onder de Engelse benamingen Red Skin Syndrome (RSS), Topical Steroid Withdrawal (TSW) of Topical Steroid Withdrawal Syndrome (TSWS), is het optreden van ontwenningsverschijnselen als gevolg van het stoppen met het gebruik van dermatocorticosteroïden.
Ontwenningsverschijnselen die ontstaan na het staken van het gebruik van een middel probeert men te verhelpen met een ander of sterker middel, waardoor een vicieuze cirkel ontstaat en de problemen in stand worden gehouden. Het fenomeen wordt ook wel hormoonzalfverslaving genoemd, hoewel geen sprake is van een verslaving zoals deze gedefinieerd wordt in de DSM.

## Geschiedenis
Hormoonzalfafhankelijkheid werd in 1968 voor het eerst beschreven door de Amerikaanse arts I. Sneddon. Hij gaf het de naam Steroid Addiction, aangezien hij de klachten vond lijken op die van een verslaving. De Amerikaanse arts Marvin Rapaport was in 1999 de eerste persoon die de verschijnselen die optraden bij personen die vrijwillig stopten met het gebruik van hormoonzalf omschreef, waarna het in 2000 de naam Topical Steroid Withdrawal kreeg. Volgens psycholoog, psychotherapeut en bestuurslid van de Vereniging voor Mensen met Constitutioneel Eczeem (VMCE) Willem Kouwenhoven is er geen sprake van een verslaving, aangezien het niet voldoet aan de criteria die de DSM stelt omtrent de diagnose verslaving. Om die reden pleit hij ervoor om in plaats van het woord 'verslaving' de term 'ontwenning' te gebruiken.

## Werkingsmechanisme
Dermatocorticosteroïden, ook bekend als hormoonzalven, worden sinds de jaren vijftig van de twintigste eeuw voorgeschreven bij patiënten met huidaandoeningen waaronder eczeem en psoriasis. Deze geneesmiddelen kunnen worden ingedeeld in vier klassen (zwak werkend, matig-sterk werkend, sterk werkend en zeer sterk werkend), waarbij de sterkte wordt bepaald door de concentratie en het soort corticosteroïde in het geneesmiddel.
Bij patiënten waarbij geneesmiddeltolerantie optreedt, wordt het noodzakelijk om een middel uit een hogere klasse te gebruiken. Als iemand stopt met het gebruik van topische corticosteroïden, met name uit de hogere klassen, kunnen ontwenningsverschijnselen optreden, doordat de huid afhankelijk is geworden van het geneesmiddel. Dit is geen bijwerking van de hormoonzalf zelf, maar een gevolg van het stoppen van het gebruik van het geneesmiddel.
Deze ontwenningsverschijnselen kunnen enkele maanden tot enkele jaren duren. Ongeveer 77% van de patiënten herstelt na drie maanden. Het gevoel wordt omschreven als "een gevoel alsof je in brand staat, veel erger dan jeuk". Ook op delen van de huid die voorheen nooit behandeld zijn met dermatocorticosteroïden kunnen klachten ontstaan. De klachten die mensen met hormoonzalf-ontwenning ervaren zijn veelal ernstiger dan de klachten die geassocieerd worden met de huidaandoening waar zij daarvoor aan leden. Na volledige ontwenning krijgt de huid opnieuw haar oorspronkelijke uiterlijk of keren de huidklachten die de patiënt ervaarde voor de ontwenning in dezelfde of mindere mate terug. Een andere mogelijke optie is het opnieuw starten van een behandeling met dermatocorticosteroïden, wat kan leiden tot een vicieuze cirkel.

## Verschijnselen

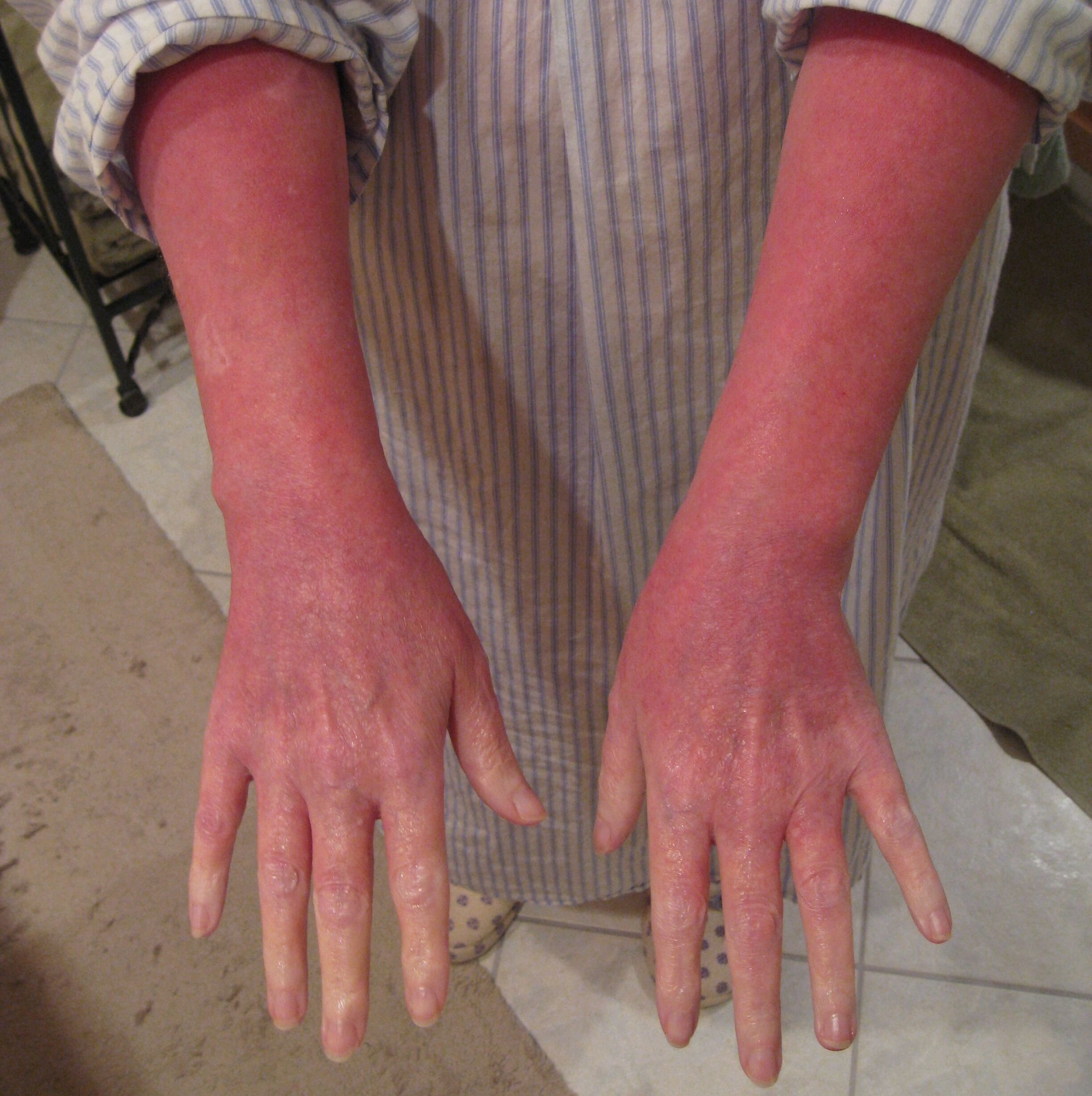
Een rode en brandende huid.

De ontwenningsverschijnselen ontstaan veelal 48 uur tot 14 dagen na het stoppen met het gebruik. De verschijnselen kunnen bestaan uit:
- Een branderig gevoel van de huid
- Een schrale of schilferige huid
- Jeuk
- Het ontstaan van zwellingen of huidaandoeningen in de getroffen gebieden
- Erytheem of roodheid van de huid bij mensen met een lichtgekleurde huid
- Donkere of grijze verkleuring van de huid bij mensen met een donkere huid
- Verdunning van de huid, rimpels
- Het ontstaan van met pus gevulde bultjes op de huid
- Steroïde dermatitis, waardoor knobbeltjes en papels op de huid kunnen ontstaan
- Oedeem in oogleden, enkels en handen
- Pijn
- Slapeloosheid
- Haaruitval
- Rillen
- Vermoeidheid
- Als de onthouding lang aanhoudt is er kans op depressie en/of invaliditeit

Voor hormoonzalfafhankelijkheid bestaan nog geen diagnostische criteria en cijfers over de prevalentie zijn veelal onbekend.

### Corticofobie
Hormoonzalfafhankelijkheid kan leiden tot een terughoudendheid of angst ('corticofobie') voor het opnieuw opstarten van een behandeling met dermatocorticosteroïden. Volgens sommige bronnen kan dit ertoe leiden dat patiënten kiezen voor schadelijke alternatieven, behandelingen die niet optimaal werken en overmatige voedselbeperking wat resulteert in terugkerende klachten. Ongeveer 60 - 73% van patiënten of verzorgers van personen die dermatocorticosteroïden gebruiken geven aan een mate van corticofobie te hebben. Corticofobie kan volgens deze bronnen een gevolg zijn van het verkeerd inschatten van de bijwerkingen van dermatocorticosteroïden, het onjuiste beeld dat ontstaat door het gebruik van woorden als 'hormoonzalf', een gebrek aan voorlichting bij de patiënt en een onrealistisch beeld dat de patiënt heeft van de bijwerkingen van het geneesmiddel. Volgens hen kan desinformatie die verspreid wordt via media, sociale media en op het internet bijdragen aan een verhoogde angst. Anderen stellen dat er een duidelijk onderscheid gemaakt moeten worden tussen corticofobie enerzijds, en de rationele afweging die patiënten maken om te stoppen met dermatocorticosteroïden anderzijds. Deze rationale afweging is vaak gebaseerd op de zorgen die patiënten hebben over de effecten van het doorlopend gebruik van vaak sterke dermatocorticosteroïden, het feit dat deze middelen op termijn minder klinisch effect sorteren alsmede het vooruitzicht op een verbeterde huidconditie eens dat het ontwenningsproces voltooid is.

## Onderzoek

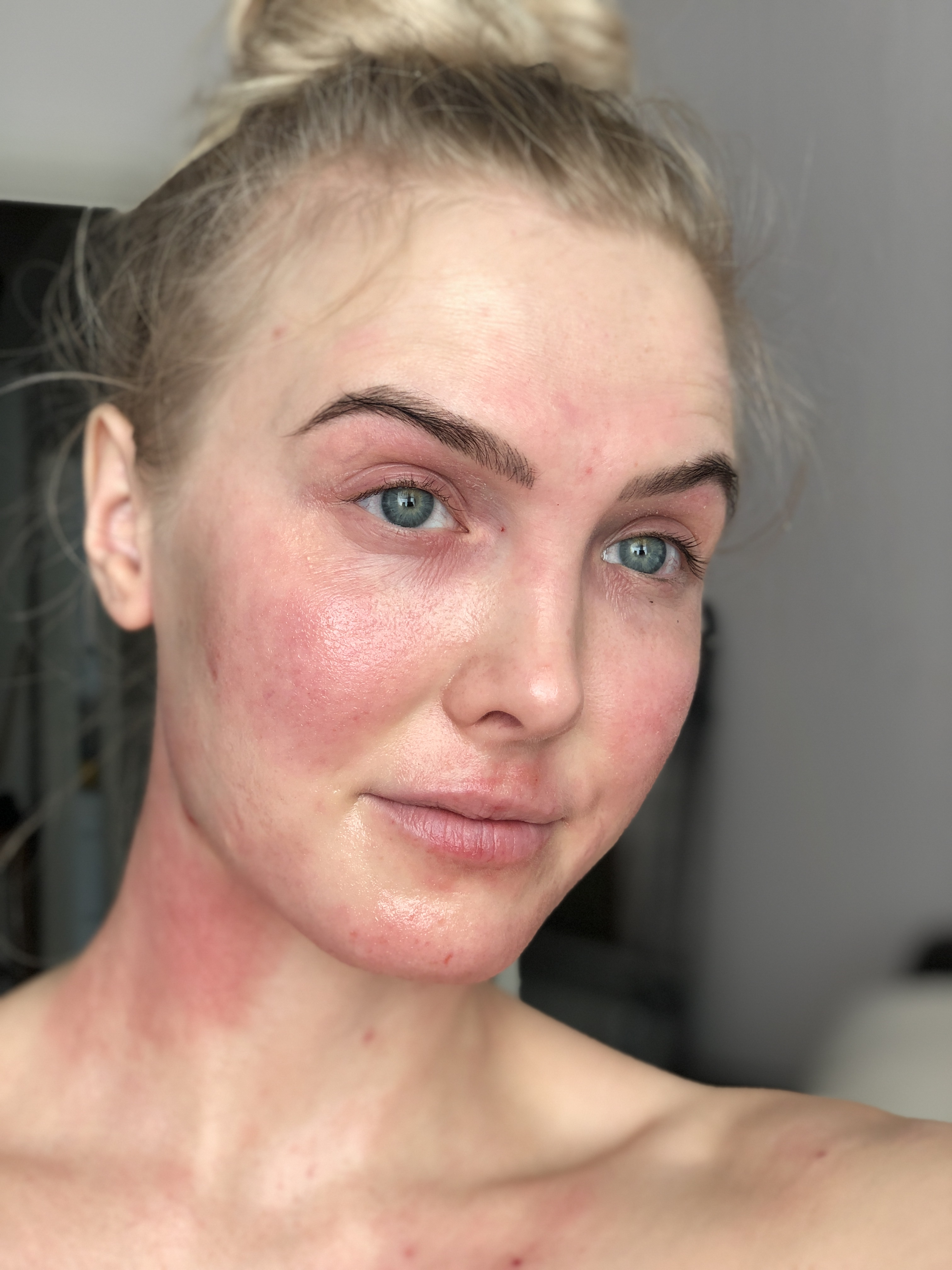
Vrouw met symptomen in de hals en het gezicht

In 2015 ontving de Amerikaanse National Eczema Association (NEA) dermate veel meldingen van ontwenningsverschijnselen na het stoppen van het gebruik van dermatocorticosteroïden dat zij 34 studies over het onderwerp hebben gereviewd. Hieruit konden zij concluderen dat de ontwenningsverschijnselen een bijwerking zijn van onjuist gebruik van topische corticosteroïden, maar dat meer onderzoek noodzakelijk was.
Voornamelijk personen die dermatocorticosteroïden voor een lange periode (langer dan twaalf maanden), frequent (dagelijks of bijna dagelijks) en in hoge sterkte hebben gebruikt, hebben een grotere kans op het ontwikkelen van ontwenningsverschijnselen als zij stoppen met het gebruik. Daarnaast hebben vrouwen, personen met allergieën, personen die het geneesmiddel gebruiken zonder periodieke pauzes en personen die het geneesmiddel gebruiken op het gezicht of bij de geslachtsdelen, tevens een grotere kans om ontwenningsverschijnselen te ontwikkelen. De NEA is van mening dat artsen als taak hebben patiënten beter te informeren over de gevolgen van het gebruik van dit type geneesmiddel.
De hypothese bestaat dat de ontwenningsverschijnselen ontstaan door een rebound-effect waarbij er door afwezigheid van dermatocorticosteroïden een verhoogd niveau stikstofmonoxide  en overdreven vasodilatatie ontstaat in de bloedvaten van de huid.
Volgens onderzoek van de werkgroep van de Nederlandse Vereniging voor Dermatologie en Venereologie (NVDV) is het niet bekend hoe vaak het verschijnsel in Nederland voorkomt. De NVDV schat dat dit zelden is, aangezien corticosteroïdpreparaten in Nederland niet vrij verkrijgbaar zijn in tegenstelling tot in sommige andere landen. De NVDV is van mening dat de patiënt goed op de hoogte moet zijn van het juist gebruik van het geneesmiddel, de patiënt een geneesmiddel met de juiste sterkte moet gebruiken en zich moet houden aan een applicatieschema. Ook zou een behandeling met het geneesmiddel niet langdurig zonder controle herhaald mogen worden. Zolang onderzoek naar hormoonzalfafhankelijkheid schaars is, raadt de National Eczema Association af om dermatocorticosteroïden langer dan twee weken te gebruiken waarna de frequentie afgebouwd moet worden. Het dagelijks gebruik van hormoonzalven met name op gevoelige plekken wordt afgeraden.

### Zorgverleners
Uit een Nederlands onderzoek bleek dat veel huisartsen de richtlijnen die gesteld zijn omtrent eczeem en hormoonzalven niet juist opvolgen. Ongeveer de helft van de huisartsen die aan dit onderzoek meewerkte geeft onvoldoende uitleg aan de patiënt over dermatocorticosteroïden en is van mening dat deze uitleg gegeven moet worden door de apotheker. Daarnaast kiezen zij soms voor een andere behandeling dan dat in de richtlijn staat aangegeven, geven zij aan onvoldoende tijd te hebben om uitleg te geven, blijken zij de richtlijnen onvoldoende te kennen, is het voor hen niet duidelijk wat de effecten van de richtlijnen zijn en zijn ze soms van mening dat de richtlijnen niet van toepassing zijn op bepaalde patiëntengroepen.
Daarnaast werd er onderzocht in welke mate corticofobie bij dermatologen, huisartsen, apothekers(assistenten) en kinder- en jeugdartsen effect had op het voorschrijven van dermatocorticosteroïden. Geconcludeerd werd dat huisartsen en apothekers het hoogste scoorden op corticofobie en dermatologen de laagste score behaalden. Hoe hoger de mate van corticofobie, hoe voorzichtiger zij waren met het voorschrijven van dermatocorticosteroïden.

## Scepsis en activisme
Sommige artsen en dermatologen stellen dat hormoonzalfafhankelijkheid geen echte diagnose is. Enkele onderzoekers zeggen dat de angst voor hormoonzalfafhankelijkheid mensen ervan weerhoudt om hun behandeling met corticosteroïden voort te zetten. Volgens Willem Kouwenhoven wordt er door patiënten dikwijls gesteld dat artsen klachten ontkennen en geen perspectief bieden op genezing. Uitspraken van artsen worden door sommige patiënten echter verkeerd geïnterpreteerd: "wat deze artsen hiermee bedoelen is dat stoppen met een zalf geen medische noodzaak heeft, maar een persoonlijk besluit is dat zij onverstandig vinden", aldus Kouwenhoven. Doordat patiënten bij medici niet de steun vinden die zij zoeken, zoeken zij steun bij lotgenoten.
Internationaal is er een groeiende groep patiënten die aandacht vraagt voor hormoonzalfafhankelijkheid. Via onder meer sociale media, blogs en educatieve filmpjes proberen zij meer bekendheid te genereren. De Nederlandse Vereniging voor Dermatologie en Venereologie (NVDV) stelt vast dat deze activistische beweging ook in Nederland actief is. Dermatologen waarschuwen voor de verspreiding van misinformatie op sociale media over onder meer de oorzaken van eczeem en de bijwerkingen van hormoonzalf. Volgens een review gaat het vooral om de suggestie dat eczeem veroorzaakt zou worden door niet functionerende darmen of voedselintolerantie in plaats van een ontsteking van de huid. Ook worden volgens deze review in social media de risico's op een verdunning van de huid en vertraagde ontwikkeling door het gebruik van hormoonzalven vaak overdreven.
Patiëntengroepen op sociale media vinden dat er in de medische wereld te weinig aandacht is voor de effecten van hormoonzalfafhankelijkheid. Daarnaast worden er volgens hen te weinig oplossingen geboden die kunnen leiden tot genezing of die ervoor zorgen dat de patiënt terugkomt op het oorspronkelijke niveau van eczeem door te stoppen met dermatocorticosteroïden. Sommige van deze patiëntengroepen beroepen zich hierbij onder meer op de wetenschappelijke informatie die toegankelijk is gemaakt via het ITSAN netwerk. ITSAN is een internationale organisatie die onder meer via sociale media en supportgroepen op sociale media de kennis en het bewustzijn over het 'TSW syndrome' wil verhogen.
De discrepanties die ontstaan over de bijwerkingen van hormoonzalven zijn mede het gevolg van het gebrek aan wetenschappelijk onderzoek naar hormoonzalfafhankelijkheid en de effecten van stoppen met hormoonzalven. Door wetenschappelijke inzichten geïnformeerde discussies zijn nodig om om patiënten te helpen informatie te vinden uit betrouwbare en onafhankelijke bronnen.